# Пантеры (женский футбольный клуб)
«Пантеры» (укр. Пантери) — украинский женский футбольный клуб из города Умань, выступающий в чемпионате Украины.

## История

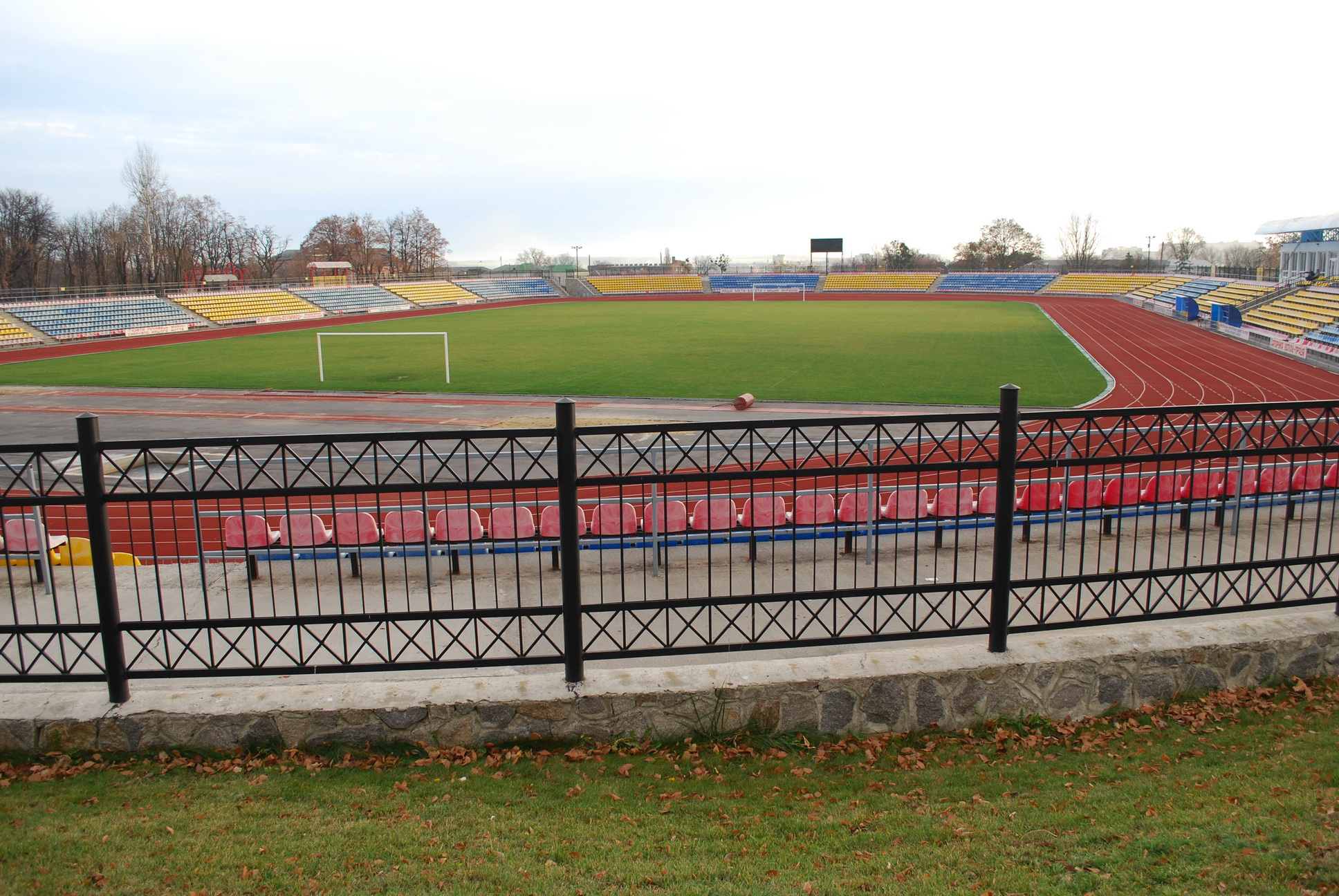
Стадион «Уманьферммаш (стадион)» является домашней ареной клуба

Команда дебютировала в Первой лиге Украины среди женщин в сезоне 2015 года. Свой первый матч «Пантеры» провели 10 мая 2015 года против одесской «Черноморочки» (7:1). В своей группе уманчанки заняли первое место. По итогам группового раунда лучшим бомбардиром данного этапа стала Светлана Фришко. В финальной игре турнира команда под руководством Юрия Деренюка одержала победу над ивано-франковским ДЮСШ № 3 в серии пенальти. Лучшим игроком турнира тогда была признана вратарь «Пантер» Ксения Мельник.
В декабре 2015 года команда участвовала в зимнем кубке Украины. Среди игроков, которых заявили «Пантеры» для участия были игроки женской сборной страны Татьяна Романенко, Татьяна Козыренко и Лидия Шпак. Турнир завершился для команды матчем за третье место, где футболистки уступили «Тернополянке». В сезоне 2016 года клуб дебютировал в Высшей лиге Украины. Первый сезон стал примечателен для команды выходом в полуфинал Кубка Украины, где «Пантеры» уступили будущему обладателю трофея харьковскому «Жилстрою-1» (0:4). В феврале 2017 года игроки клуба проходили сборы в белозерской академии футбола.
Летом 2017 года команда приняла участие в дебютном чемпионате Украины по пляжному футболу среди женщин. «Пантеры» дошли до финала и стали первыми победителями данного турнира.

## Детский футбол
Команда «Пантер» возрастом до 16 лет выступала в чемпионате Украины среди сверстников. Март 2017 года завершился для футболисток данной команды победой в Высшей лиге Украины. В октябре 2017 года футболистки 2002 года рождения заняли второе место в чемпионате Украины. Команда до 15 лет становилась чемпионом Украины.

## Достижения
- Победитель Первой лиги Украины (1): 2015

## Главные тренеры
- Юрий Деренюк (2015—н. в.)

## Статистика
| Сезон   | Дивизион    | Место в чемпионате | И  | В | Н | П | ГЗ | ГП | О  | Кубок Украины | Зимний чемпионат | Зимний кубок | Ист                               |
| ------- | ----------- | ------------------ | -- | - | - | - | -- | -- | -- | ------------- | ---------------- | ------------ | --------------------------------- |
| 2015    | Первая лига | 1 из 4             | 6  | 3 | 1 | 2 | 18 | 14 | 10 |               |                  | 4 место      | [ 4 ] [ 15 ] [ 16 ]               |
| 2015    | Первая лига | 1 из 4             | 2  | 0 | 2 | 0 | 2  | 2  | 2  |               |                  | 4 место      | [ 4 ] [ 15 ] [ 16 ]               |
| 2016    | Высшая лига | 6 из 7             | 12 | 2 | 2 | 8 | 12 | 43 | 8  | Полуфинал     | 7 место          |              | [ 8 ] [ 17 ] [ 18 ] [ 19 ] [ 20 ] |
| 2017    | Высшая лига | 5 из 9             | 8  | 3 | 2 | 3 | 11 | 14 | 11 |               | 7 место          |              | [ 21 ] [ 22 ] [ 23 ]              |
| 2017/18 | Высшая лига |                    |    |   |   |   |    |    |    |               | 4 место          |              | [ 24 ] [ 25 ] [ 26 ]              |